# Sulfato de magnésio
O sulfato de magnésio, é um composto químico que contém magnésio, cuja fórmula é MgSO4·n(H2O) com n de 0 a 7. O sulfato de magnésio hepta-hidratado MgSO4·7(H2O), tem o nome comum de sal de Epsom. O sulfato de magnésio sem hidratar-se (anidro) MgSO4 é muito pouco frequente e se emprega na indústria como agente secante.  

## Origem histórica
O sal de Epsom foi elaborado originalmente por destilação das águas minerais da comarca próxima a Epsom, Inglaterra, e logo preparados a partir da água do mar. Em tempos posteriores, os sais foram obtidos de um mineral denominado epsomita.

## Obtenção
O sulfato de magnésio pode ser obtido a partir de magnésio e ácido sulfúrico, segundo a seguinte reação:
{\displaystyle \mathrm {Mg+H_{2}SO_{4}\rightarrow H_{2}+MgSO_{4}} }
Também partindo dos óxidos de magnésio ou de seus hidróxidos, mais ácido sulfúrico:
{\displaystyle \mathrm {MgO+H_{2}SO_{4}\rightarrow H_{2}O+MgSO_{4}} }
{\displaystyle \mathrm {Mg(OH)_{2}+H_{2}SO_{4}\rightarrow 2H_{2}O+MgSO_{4}} }

## Usos

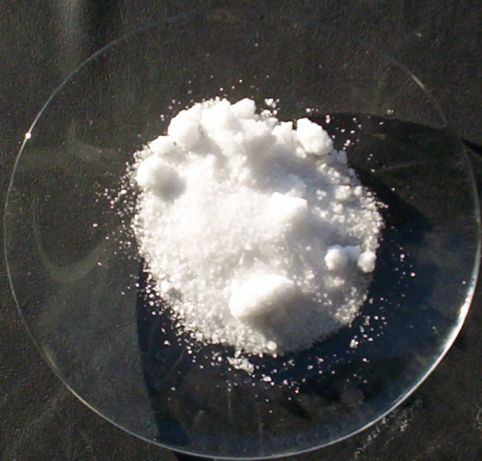
Sais de Epsom

### Uso agrário
Em agricultura e jardinagem, o sulfato de magnésio é empregado como corretor da deficiência de magnésio no solo (o magnésio é um elemento essencial no processo da molécula de clorofila). É comum sua aplicação no cultivo de plantas em pomares ou vasos quando seus solos carecem de suficiente magnésio, como, por exemplo, para batatas, rosas e tomates. A vantagem do sulfato de magnésio sobre outros aditivos de magnésio para o solo, é sua alta solubilidade.
É usado exatamente como nutriente para a vida vegetal, nas soluções destinadas ao cultivo por hidroponia

### Uso médico
Em uso local pode utilizar-se para o tratamento da unha encravada. O sulfato de magnésio oral e o hidróxido de magnésio se empregam como laxante para as grávidas. Os sais de Epsom também estão disponíveis na forma de gel para aplicação tópica sobre feridas e áreas doloridas. Em administração intravenosa se emprega frequentemente para reduzir a intensidade das cãibras.
Por outro lado é utilizado durante a gravidez para a prevenção das crises convulsivas ou em coma conhecidos como eclampsia. Além disso pode ser utilizado como broncodilatador - logo de que as drogas beta-agonistas e anticolinérgicas tenham produzido uma dessensibilização de seus respectivos receptores - nas exacerbações severas da asma. Também pode ser empregado na forma de nebulizações para aliviar os sintomas da asma, ou subministrá-lo em via intravenosa para tratar casos de crises asmáticas severas. 
Seu mecanismo de ação anti-convulsivante não está esclarecido. Algumas teorias foram propostas, sem evidência clara de qual seria a verdadeira forma de atuação: inibição da ação de acetilcolina ou do receptor de NMDA ou da enzima conversora de angiotensina, diminuição da ação de catecolaminas etc.

### Outros usos
O sulfato de magnésio é empregado além disso como sais de banho, particularmente na terapia de flutuação, porque altas concentrações deste sal dissolvido em água aumentam a densidade da solução, o que faz que um corpo humano flutue como uma boia. Tradicionalmente tem-se empregado para preparar banhos para os pés com propósitos de relaxamento. Em algumas partes do mundo (como na Nova Zelândia) é adicionado às bebidas caseiras; neste caso, o radical sulfato não é importante, porque é o magnésio que proporciona um sabor entre ácido e amargo, devido a seu íon Mg2+ que atua como saborizante.
No hobby do aquarismo, o sal de Epsom é utilizado como tratamento para alterações na bexiga natatória, órgão que controla a capacidade pressórica gasosa do interior do peixe e permite que o mesmo nade em diferentes níveis de profundidade. Essa patologia é muito comum em peixes ornamentais alimentados com rações flocadas e ou flutuantes, pois ao abocanhar a comida o peixe acaba por engolir também ar atmosférico, é uma patologia muito comum em peixes dourados (kinguios ou famosos véus-de-noiva). Durante a crise, o peixe fica de cabeça para baixo e não consegue se alimentar direito, muitas vezes o fluxo d'água acaba por carregar o peixe, que perde em qualidade de vida e se não tratado rapidamente pode morrer. Para o tratamento, isola-se o peixe doente e dilui-se o sal de Epsom na água declorada com oxigenador e poe o peixe. O sal estimula o intestino do peixe, como laxante, fazendo eliminar as fezes com os resíduos de ar que fazem com que o peixe perca a capacidade de regular corretamente o seu nado. 
O sulfato de magnésio se classifica e prepara com diversos graus de pureza, de acordo com seus distintos usos. Não deve confundir-se o grau agrícola, utilizado no campo, armazenado junto a pesticidas e outros produtos agrários, com o grau alimentício ou o analítico, os que devem cumprir com as distintas normas do grau de pureza exigido.
Foi usado nas gravações da série Stranger Things, original da Netflix, para fazer Eleven (Millie Bobby Brown) flutuar no tanque de imersão fictício.